# Jens Kaidas

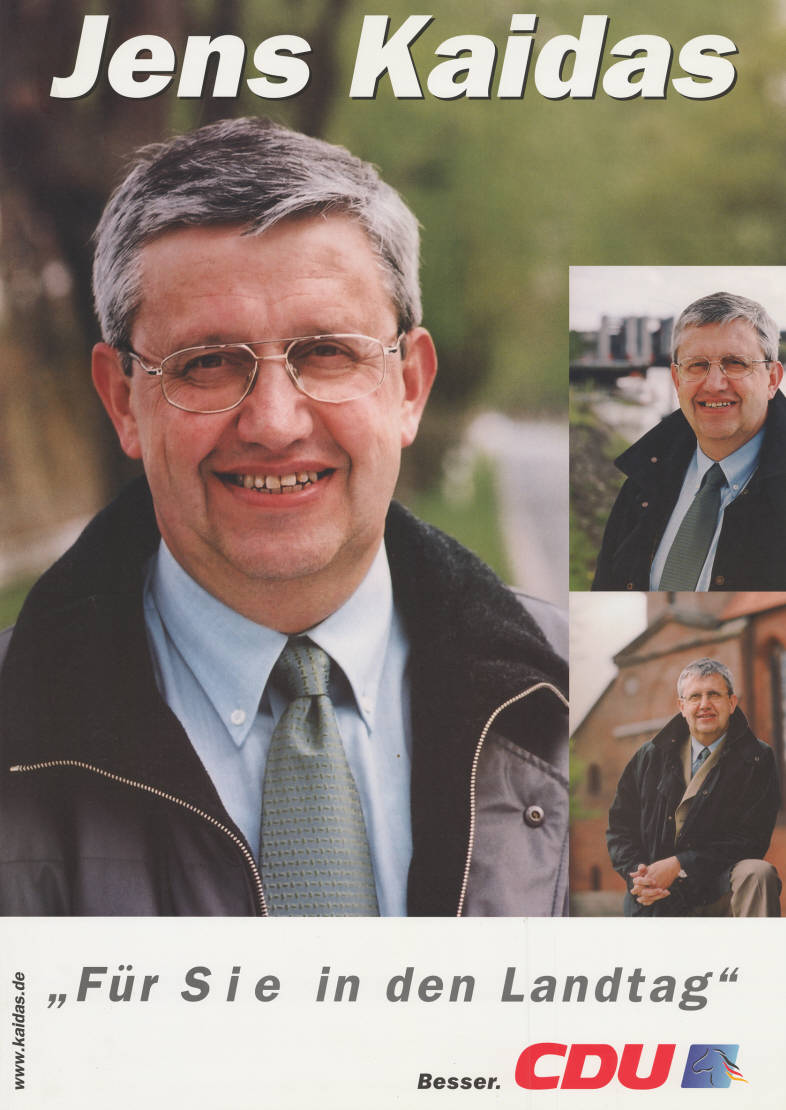
Jens Kaidas auf einem Landtagswahlplakat 2003

Jens Kaidas (* 9. Februar 1949 in Lüneburg) ist ein ehemaliger deutscher Politiker (CDU). Kaidas war von 2003 bis 2008 Mitglied der CDU-Landtagsfraktion im Niedersächsischen Landtag.
Kaidas war zudem Bürgermeister von Hohnstorf, damit auch Mitglied im Gemeinderat Hohnstorf, im Samtgemeinderat Scharnebeck und im Kreistag des Landkreises Lüneburg. Er war bis Mitte 2007 CDU-Fraktionsvorsitzender und Sprecher der Gruppe CDU/Unabhängige und SPD im Lüneburger Kreistag. Im Jahre 2013 trat er aus der CDU aus.
Jens Kaidas ist verheiratet und hat eine erwachsene Tochter. Er ist Mitglied im TuS Hohnstorf (Elbe), des DRK, des Vereins Fischereimuseum Hohnstorf/Elbe, der Freiwilligen Feuerwehr Hohnstorf/Elbe und anderer örtlicher Vereine.

## Ehrungen
- 2013: Verdienstkreuz am Bande der Bundesrepublik Deutschland